# Dvorec Mala Loka (Kleinlackh)
Dvorec Mala Loka (nemško Kleinlak) stoji v naselju Mala Loka v Občini Trebnje.

## Zgodovina
Dvorec je zelo verjetno zgrajen na lokaciji prazgodovinske naselbine. Naselje Mala Loka se prvič omenja leta 1169. Dvorec Mala Loka je zgrajen iz predhodnega dvora curiam in luco omenjenem leta 1358. Prva posredna omemba današnjega dvorca je iz l.1585. 